# Barisey-au-Plain
Pour l’article homonyme, voir Barisey-la-Côte.
Ne doit pas être confondu avec Barizey.
Barisey-au-Plain est une commune française située dans le département de Meurthe-et-Moselle en région Grand Est.

## Géographie
La commune de Barisey-au-Plain est située à 5 km de Colombey-les-Belles. D'après les données Corine Land Cover, le territoire communal de 1090 hectares comprenait en 2011, près de 80 % de terres arables, 17 % de forêts et 3 % de zones bâties. Le ban communal est arrosé par plusieurs cours d'eau : Ruisseau l'Aroffe (5,121 km), La Bouvade (0,48 km), Fosse de la Craniere( 0,712 km),Ruisseau de Courcelles (1,255 km), Ruisseau des Naux (0,435 km).

Barisey-au-plain et à la côte (bans communaux).

Les 3 barisey : Il est admissible de penser que le village de Barisey est aujourd'hui éclaté en 3 parties du fait de l'histoire : Barisey-la-Côte, car le village s'accrochait à la Côte (surtout l'ancien village), Barisey-au-Plain, car situé « à plat », en pla(i)ne. Un troisième Barisey était connu sous le nom de Barisey-la-Planche, ce nom de planche pouvant évoquer un pont (ponceau) sur l'Aroffe, étape sur la voie romaine Langres-Trèves, aujourd'hui limite de département. Communes limitrophes
| Allamps              | Bulligny                            | Bagneux             |
| Saulxures-lès-Vannes | Barisey-au-Plain et Barisey-la-côte | Colombey-les-Belles |
| Mont-l'étroit        | Autreville (Vosges)                 | Colombey-les-Belles |

### Hydrographie
La commune est traversée par la ligne de partage des eaux entre les bassins versants du Rhin et de la Meuse au sein du bassin Rhin-Meuse. Elle est drainée par la Bouvade, la Fosse de la Craniere, le ruisseau de Courcelles, le ruisseau des Naux et le ruisseau l'Aroffe,.
La Bouvade, d'une longueur de 20 km, prend sa source dans la commune de Bagneux et se jette  dans la Moselle à Bicqueley, après avoir traversé sept communes. 

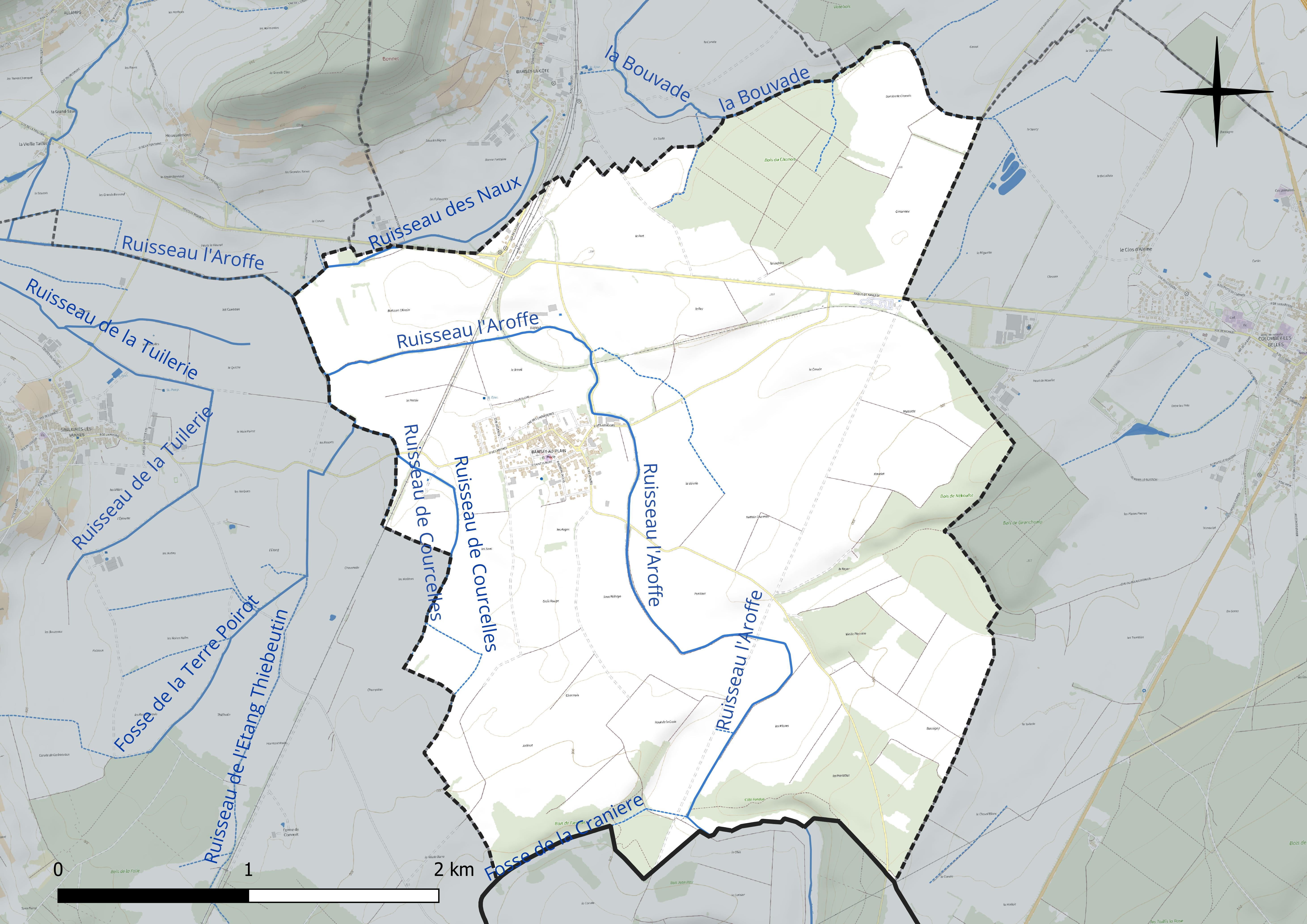
Réseau hydrographique de Barisey-au-Plain.

### Climat
Pour des articles plus généraux, voir Climat du Grand Est et Climat de Meurthe-et-Moselle.
En 2010, le climat de la commune est de type climat des marges montargnardes, selon une étude du Centre national de la recherche scientifique s'appuyant sur une série de données couvrant la période 1971-2000. En 2020, Météo-France publie une typologie des climats de la France métropolitaine dans laquelle la commune est exposée à un climat océanique altéré et est dans la région climatique  Lorraine, plateau de Langres, Morvan, caractérisée par un hiver rude (1,5 °C), des vents modérés et des brouillards fréquents en automne et hiver. 
Pour la période 1971-2000, la température annuelle moyenne est de 9,5 °C, avec une amplitude thermique annuelle de 16,9 °C. Le cumul annuel moyen de précipitations est de 901 mm, avec 12,8 jours de précipitations en janvier et 9,2 jours en juillet. Pour la période 1991-2020, la température moyenne annuelle observée sur la station météorologique de Météo-France la plus proche, « Nancy-Ochey », sur la commune d'Ochey à 10 km à vol d'oiseau, est de 10,5 °C et le cumul annuel moyen de précipitations est de 810,4 mm. 
La température maximale relevée sur cette station est de 39,6 °C, atteinte le 25 juillet 2019 ; la température minimale est de −19,1 °C, atteinte le 12 janvier 1987,,. 
Les paramètres climatiques de la commune ont été estimés pour le milieu du siècle (2041-2070) selon différents scénarios d'émission de gaz à effet de serre à partir des nouvelles projections climatiques de référence DRIAS-2020. Ils sont consultables sur un site dédié publié par Météo-France en novembre 2022.

## Urbanisme

### Typologie
Au 1er janvier 2024, Barisey-au-Plain est catégorisée commune rurale à habitat dispersé, selon la nouvelle grille communale de densité à sept niveaux définie par l'Insee en 2022.
Elle est située hors unité urbaine. Par ailleurs la commune fait partie de l'aire d'attraction de Nancy, dont elle est une commune de la couronne,. Cette aire, qui regroupe 353 communes, est catégorisée dans les aires de 200 000 à moins de 700 000 habitants,.

### Occupation des sols
L'occupation des sols de la commune, telle qu'elle ressort de la base de données européenne d’occupation biophysique des sols Corine Land Cover (CLC), est marquée par l'importance des territoires agricoles (79,3 % en 2018), en diminution par rapport à 1990 (80,5 %). La répartition détaillée en 2018 est la suivante : terres arables (56,6 %), prairies (22,8 %), forêts (17 %), zones urbanisées (3,7 %). L'évolution de l’occupation des sols de la commune et de ses infrastructures peut être observée sur les différentes représentations cartographiques du territoire : la carte de Cassini (XVIIIe siècle), la carte d'état-major (1820-1866) et les cartes ou photos aériennes de l'IGN pour la période actuelle (1950 à aujourd'hui).

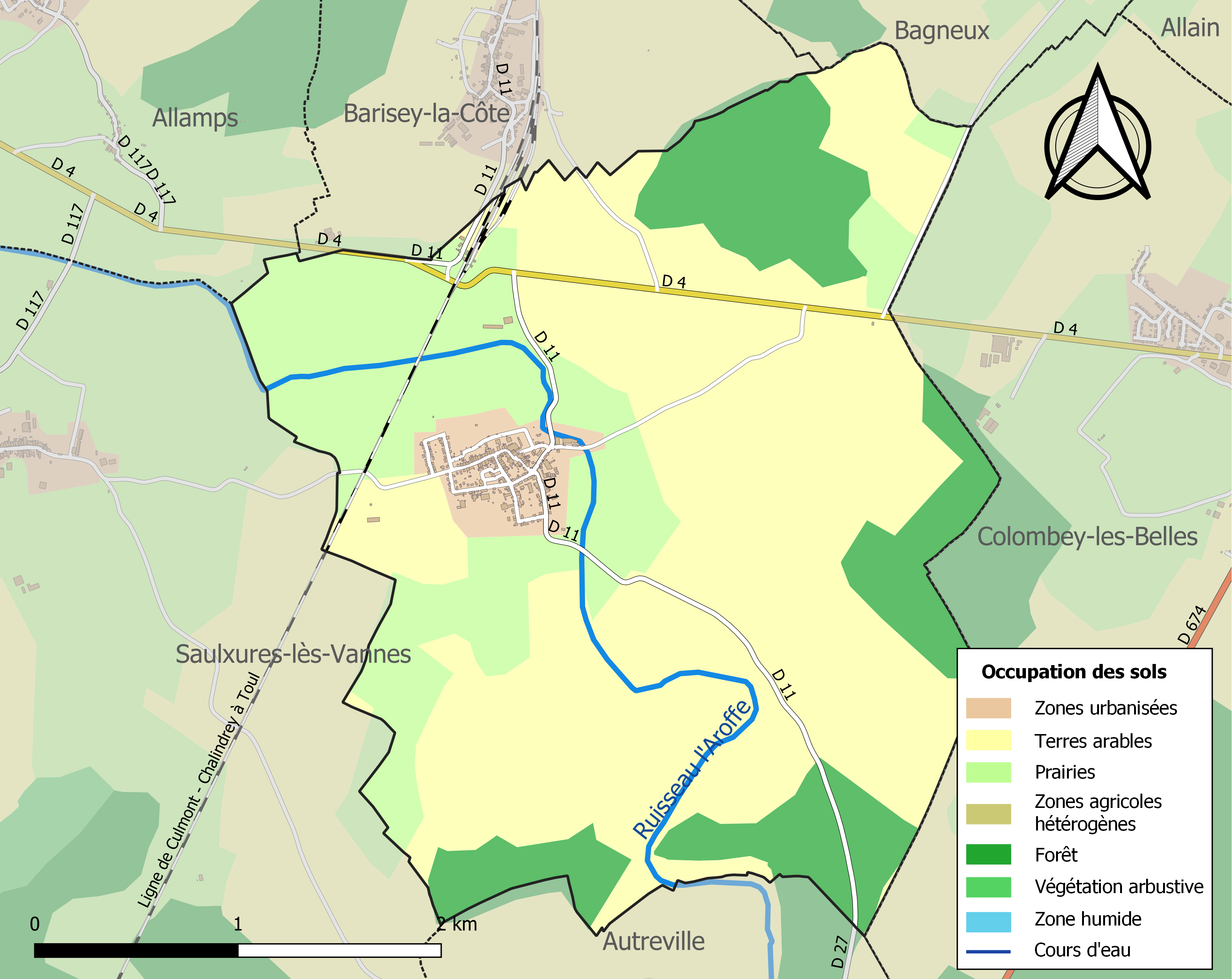
Carte des infrastructures et de l'occupation des sols de la commune en 2018 (CLC).

## Toponymie
Les principales références toponymiques du dictionnaire topographique de H. Lepage sont : Barexey-au-Plain, 1398 (cart. de Vaudémont domaine, f° 203) ; Barisey-le-Plein, 1582 (Tr. des ch. reg. B. 51, f° 160 v°) ; Bariseium ad Planum, 1653 (reg. cap. de la cath. de Toul).
Barisey-au Plain comporte en second élément le latin planum « plaine ». Le village se situe au milieu d'une plaine, au bord de la rivière Aroffe.

## Histoire
L'existence du village de Barisey-au-Plain est très ancienne. Il existe une lettre, en date du 2 mars 1398 du comte de Vaudémont, Ferry de Lorraine, qui indique « qu'il retient pour lui et pour Antoine, son fils, en sa garde spéciale, tous les habitants de Barexey au Plain, leurs corps, leurs biens et cheptelz (fruits et levées d'héritage) ; il veut que les bourgeois de ce lieu soient comme ses propres hommes et bourgeois de son comté de Vaudémont ; il promet de les garder, aider, conforter et réclamer, comme il ferait ou devrait le faire pour ses propres hommes et bourgeois de Vaudémont ».
Le nom de Barisey viendrait du nom d'un homme = Barius ou Barisius. Les différents noms de Barisey-au-Plain au cours des âges = Barexey-au-Plain en 1398 ; Barisey-le-Plein en 1582 ; Bariseium ad Planum en 1653.
Dans le même secteur géographique, il existe un deuxième Barisey (à quelques kilomètres seulement), Barisey-la-Côte. Un troisième Barisey (Barisey-la-Planche), sur lequel on ne possède que peu d'informations, a existé au sud de Barisey-au-Plain (à proximité de la voie romaine qui va de Langres à Trèves). Dans ce même secteur (la vieille-pierrière, au sud-est de Barisey-au-Plain), il a été fait quelques découvertes, à savoir quelques fragments de tuiles ainsi que plusieurs sépultures. Une étude assez précise de ces découvertes a été faite par Étienne Olry (instituteur à Allain). Celui-ci en a fait une description dans le Journal de la Société d'Archéologie et du Comité du Musée Lorrain en 1864. Nous pouvons y lire « qu'un ouvrier carrier du nom de Marc Henry, cherchant à extraire des pierres à bâtir, découvre les débris d'un sarcophage antique en pierre dite de Savonnières. Ce sarcophage, au moment de sa découverte par Marc Henry, n'était pas dans son état normal. Il était déjà brisé, ce qui semble démontrer qu'il avait déjà été découvert auparavant, et rétabli partiellement dans des dimensions plus réduites. Sa longueur ne faisait que 1,10 m, alors qu'il aurait dû faire, selon une reconstitution minutieuse d'Étienne Olry, 1,90 m. Le sarcophage contenait les ossements de deux personnes. Le couvercle du sarcophage, apparemment d'une seule pièce, avait disparu. À proximité immédiate de ce tombeau ont été trouvés des tessons d'une poterie romaine, gris foncé avec paillettes blanches, et une autre poterie rouge, de même origine, intacte, de moyenne façon et de la même forme des assiettes de Favières ».
Cinq ou six ans auparavant, le même ouvrier carrier avait trouvé une autre tombe (dans le même secteur) dans laquelle il découvre un squelette protégé par des tuiles plates. Détail curieux : le squelette avait les mains enchaînées. Cet ouvrier a découvert également quelques monnaies romaines représentant entre autres Néron, Agrippine et Antonin.
Une autre découverte a été faite quelques années plus tard lors de la construction d'un pont franchissant l'Aroffe au sud de Barisey-au-Plain. À un mètre de profondeur environ ont été découverts de nombreux ossements, plusieurs fers à chevaux (sept ou huit) et une lance. Les fers présentent une particularité dans leurs dimensions. Ils ne mesurent que 9 cm en largeur et en hauteur ce qui laisse supposer que les chevaux qui portaient ces fers n'étaient pas plus grands que des mulets. Étienne Olry, qui examina ces découvertes, pense qu'il a dû y avoir combat dans ce secteur, la présence de la lance le laisse penser.
Barisey-la-Planche semble avoir été détruite par les Suédois, en 1634, lorsqu'ils se rendaient au siège de La Mothe.
Le village a été très éprouvé au cours de la Seconde Guerre mondiale, lors des combats du 18 au 20 juin 1940.

## Population et société

### Démographie
L'évolution du nombre d'habitants est connue à travers les recensements de la population effectués dans la commune depuis 1793. Pour les communes de moins de 10 000 habitants, une enquête de recensement portant sur toute la population est réalisée tous les cinq ans, les populations de référence des années intermédiaires étant quant à elles estimées par interpolation ou extrapolation. Pour la commune, le premier recensement exhaustif entrant dans le cadre du nouveau dispositif a été réalisé en 2006.

En 2022, la commune comptait 392 habitants, en évolution de −2 % par rapport à 2016 (Meurthe-et-Moselle : −0,13 %, France hors Mayotte : +2,11 %).
| 1793 | 1800 | 1806 | 1821 | 1831 | 1836 | 1841 | 1846 | 1851 |
| ---- | ---- | ---- | ---- | ---- | ---- | ---- | ---- | ---- |
| 348  | 362  | 365  | 330  | 348  | 423  | 389  | 462  | 502  |

| 1856 | 1861 | 1872 | 1876 | 1881 | 1886 | 1891 | 1896 | 1901 |
| ---- | ---- | ---- | ---- | ---- | ---- | ---- | ---- | ---- |
| 444  | 449  | 420  | 416  | 407  | 439  | 431  | 414  | 400  |

| 1906 | 1911 | 1921 | 1926 | 1931 | 1936 | 1946 | 1954 | 1962 |
| ---- | ---- | ---- | ---- | ---- | ---- | ---- | ---- | ---- |
| 380  | 356  | 330  | 313  | 281  | 268  | 254  | 304  | 315  |

| 1968 | 1975 | 1982 | 1990 | 1999 | 2006 | 2011 | 2016 | 2021 |
| ---- | ---- | ---- | ---- | ---- | ---- | ---- | ---- | ---- |
| 274  | 256  | 317  | 304  | 329  | 304  | 401  | 400  | 393  |

| 2022 | - | - | - | - | - | - | - | - |
| ---- | - | - | - | - | - | - | - | - |
| 392  | - | - | - | - | - | - | - | - |

## Économie
E. Grosse indique dans son ouvrage, vers 1836 :
« Surface territ.462 hect., dont 306 en terres arables, 76 en bois et 74 en prairies....». Le village a donc eu une tradition agricole, et la culture de la vigne est signalée sur la côte de Barizey-la-côte au nord de ce village.

### Secteur primaire ouAgriculture
Le secteur primaire comprend, outre les exploitations agricoles et les élevages, les établissements liés à l’exploitation de la forêt et les pêcheurs.
D'après le recensement agricole 2010 du Ministère de l'agriculture (Agreste), la commune de Barisey-au-Plain était majoritairement orientée sur la polyculture et le poly - élevage (auparavant même production ) sur une surface agricole utilisée d'environ 1079 hectares (égale à la surface cultivable communale) stable depuis 1988 - Le cheptel en unité de gros bétail s'est réduit de 930 à 740 entre 1988 et 2010. Il n'y avait plus que 8 exploitations agricoles ayant leur siège dans la commune employant 18 unités de travail.

## Culture locale et patrimoine

### Lieux et monuments
- Vestiges de la voie romaine de Lyon à Trèves.
- Château XIVe siècle/XVe siècle, qui appartenait au XVIe siècle à la famille des Armoises. En grande partie détruit à la Révolution, il ne subsiste plus que des vestiges : restes d'enceinte (deux tours rondes), porterie à mâchicoulis.
- Église de la Nativité-de-la-Vierge : tour romane, chevet et chapelle castrale XVIe siècle, nef XVIIIe siècle.

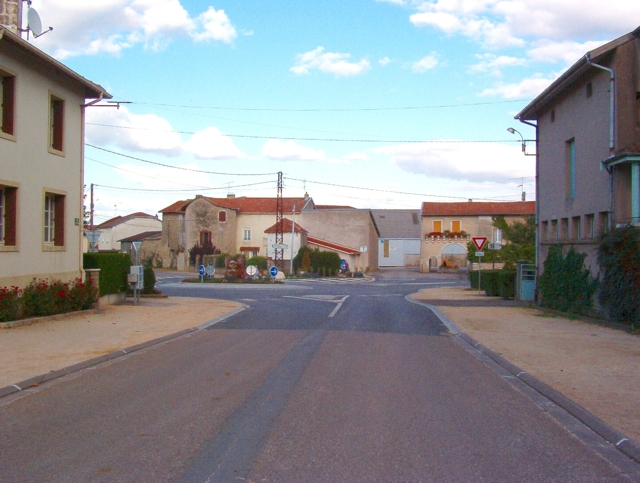
Le château vu de la rue Saint-Hubert.
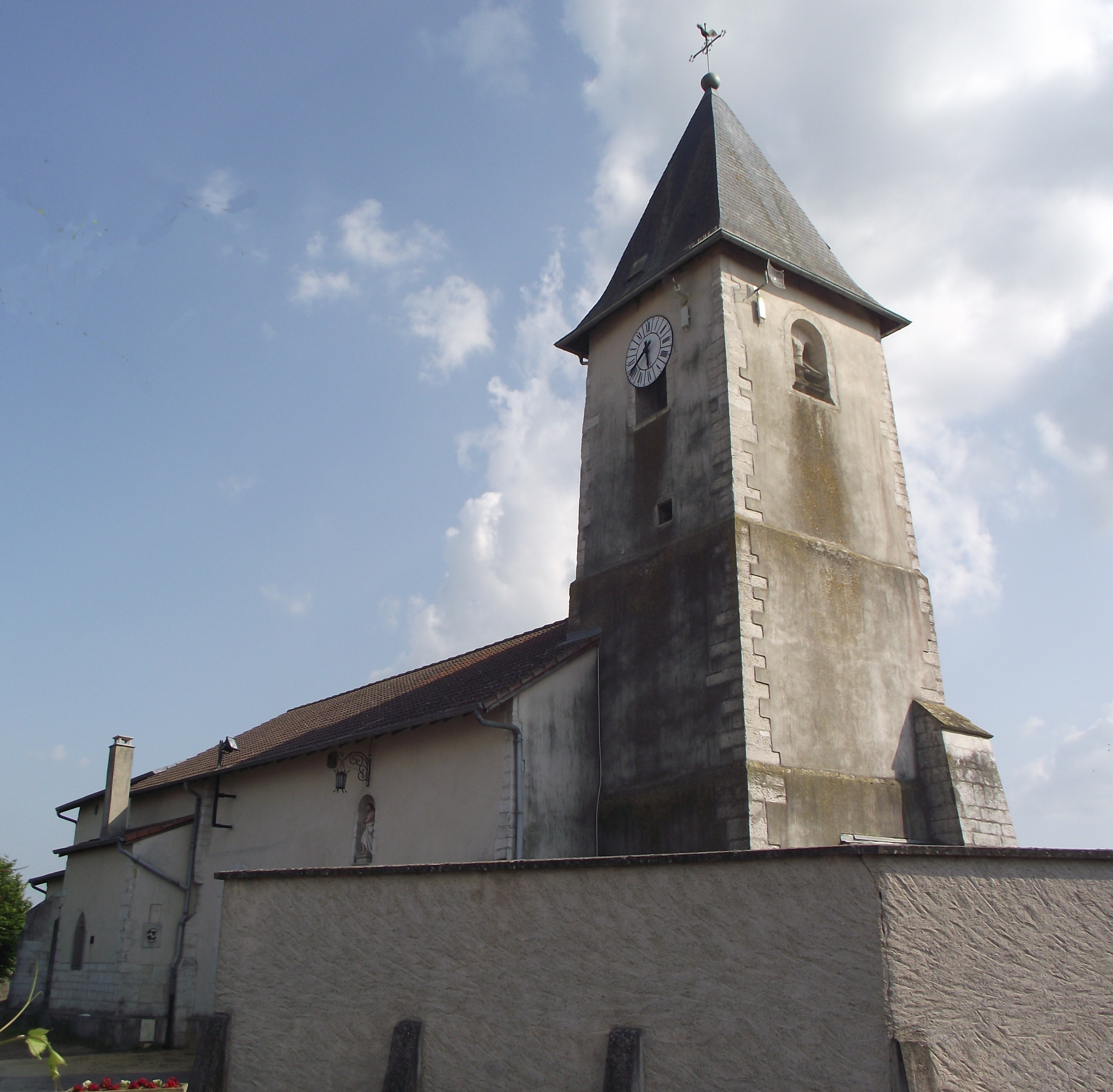
L'église de la Nativité-de-la-Vierge.

### Héraldique, logotype et devise
| Blason de Barisey-au-Plain | Blason  | De gueules au chef d'argent chargé de deux têtes de maure de sable. |
| Blason de Barisey-au-Plain | Détails | Le statut officiel du blason reste à déterminer.                    |